# Carroll County (Georgia)
Das Carroll County ist ein County im Bundesstaat Georgia der Vereinigten Staaten. Verwaltungssitz (County Seat) ist Carrollton.

## Geographie
Das County liegt im Nordwesten von Georgia, grenzt im Westen an Alabama und hat eine Fläche von 1305 Quadratkilometern, wovon 13 Quadratkilometer Wasseroberfläche sind. Es grenzt im Uhrzeigersinn an folgende Countys: Haralson County, Paulding County, Douglas County, Fulton County, Coweta County und Heard County.
Das County ist Teil der Metropolregion Atlanta.

## Geschichte
Carroll County wurde am 9. Juni 1825 als 66. County in Georgia gebildet. Benannt wurde es nach Charles Carroll aus Maryland, einem Unterzeichner der Unabhängigkeitserklärung.

## Demografische Daten
Laut der Volkszählung von 2010 verteilten sich die damaligen 110.527 Einwohner auf 39.187 bewohnte Haushalte, was einen Schnitt von 2,73 Personen pro Haushalt ergibt. Insgesamt bestehen 44.607 Haushalte.
71,3 % der Haushalte waren Familienhaushalte (bestehend aus verheirateten Paaren mit oder ohne Nachkommen bzw. einem Elternteil mit Nachkomme) mit einer durchschnittlichen Größe von 3,16 Personen. In 37,8 % aller Haushalte lebten Kinder unter 18 Jahren sowie in 22,5 % aller Haushalte Personen mit mindestens 65 Jahren.
29,6 % der Bevölkerung waren jünger als 20 Jahre, 28,9 % waren 20 bis 39 Jahre alt, 25,5 % waren 40 bis 59 Jahre alt und 16,0 % waren mindestens 60 Jahre alt. Das mittlere Alter betrug 34 Jahre. 48,7 % der Bevölkerung waren männlich und 51,3 % weiblich.
75,6 % der Bevölkerung bezeichneten sich als Weiße, 18,2 % als Afroamerikaner, 0,4 % als Indianer und 0,8 % als Asian Americans. 2,8 % gaben die Angehörigkeit zu einer anderen Ethnie und 2,2 % zu mehreren Ethnien an. 6,2 % der Bevölkerung bestand aus Hispanics oder Latinos.
Das durchschnittliche Jahreseinkommen pro Haushalt lag bei 45.009 USD, dabei lebten 19,9 % der Bevölkerung unter der Armutsgrenze.

## Kultur und Sehenswürdigkeiten

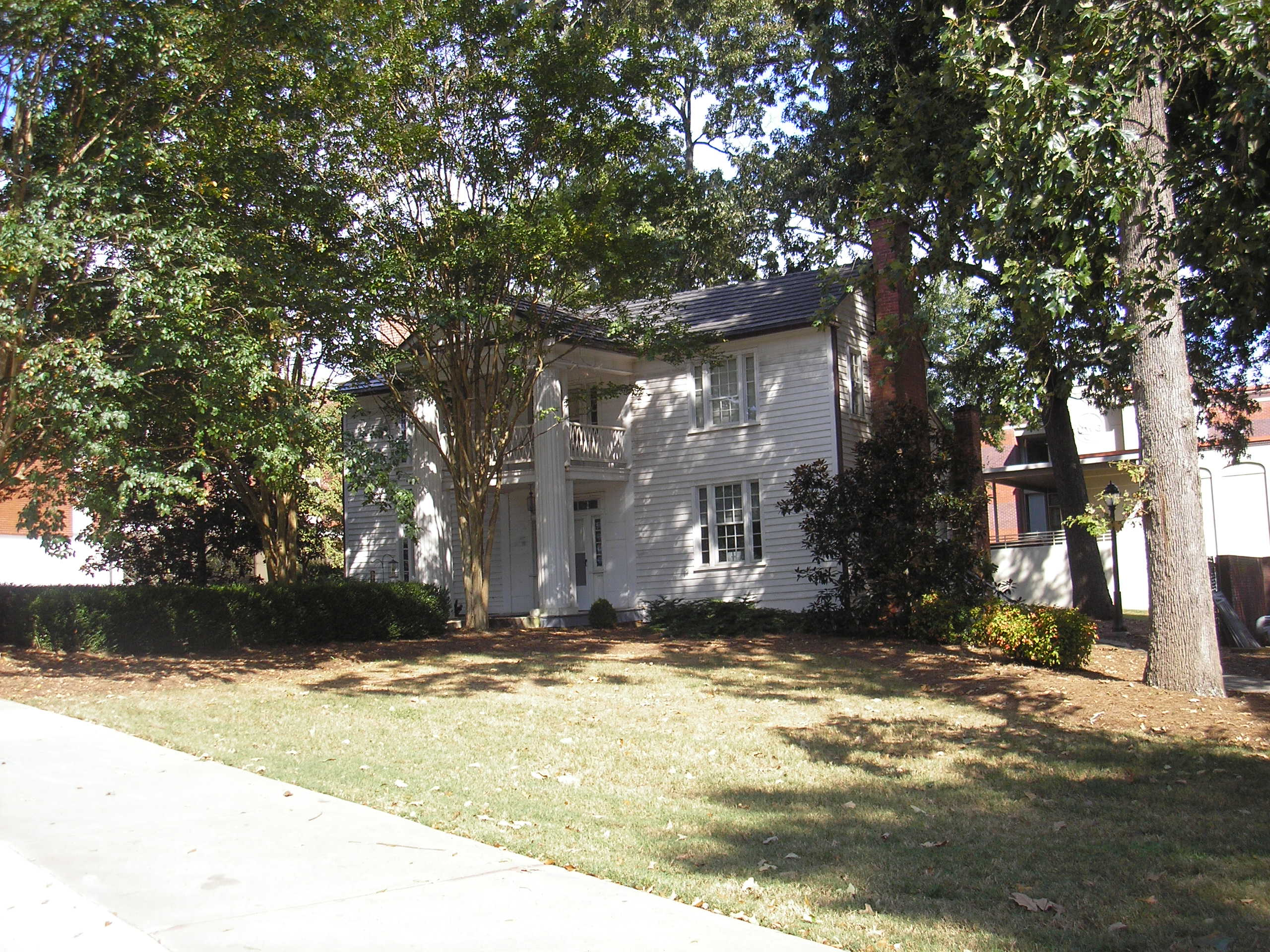
Bonner-Sharp-Gunn House (2013). Dieses Anwesen steht auf dem Campus der University of West Georgia und wurde im Mai 1970 als erstes Objekt im County in das NRHP eingetragen.

17 Bauwerke, Stätten und Historic Districts („historische Bezirke“) im Carroll County sind im National Register of Historic Places („Nationales Verzeichnis historischer Orte“; NRHP) eingetragen (Stand 29. Juli 2023), darunter das alte County Courthouse, eine Schule und eine Kirche.

## Orte im Carroll County
Orte im Carroll County mit Einwohnerzahlen der Volkszählung von 2010:
Cities:
- Bowdon – 2.040 Einwohner
- Bremen – 6.227 Einwohner
- Carrollton (County Seat) – 24.388 Einwohner
- Mount Zion – 1.696 Einwohner
- Temple – 4.228 Einwohner
- Villa Rica – 13.956 Einwohner

Towns:
- Roopville – 218 Einwohner
- Whitesburg – 588 Einwohner